# Земо Нагвазаво
Земо Нагвазаво (груз. ზემო ნაგვაზავო) — село в Грузії.
За даними перепису населення 2014 року в селі проживає 767 особи.